# Thyonicola
Genre
Synonymes
- Parenteroxenos A. V. Ivanov, 1945[1]

Thyonicola est un genre de mollusques gastéropodes au sein de la famille Eulimidae. Les espèces rangées dans ce genre sont marines et parasitent des échinodermes ; l'espèce type est Thyonicola mortenseni.

## Liste d'espèces
Selon World Register of Marine Species (28 août 2017) :
- Thyonicola americana Tikasingh, 1961
- Thyonicola dogieli (A. V. Ivanov, 1945)
- Thyonicola mortenseni Mandahl-Barth, 1941